# خورخي فرنانديز
خورخي فرنانديز (بالإنجليزية: Jorge Fernández)‏ (و. 1911 – 1979 م) هو صحفي، وكاتب، ودبلوماسي، من الإكوادور، ولد في كيتو، توفي في كيتو، عن عمر يناهز 68 عاماً.

## التعليم
تعلم في الجامعة المركزية في الإكوادور، وجامعة جورج واشنطن، وجامعة تشيلي.

## مناصب وهيئات
أدار إل تيمبو (كولومبيا).

## جوائز
حصل على جوائز منها:
- جائزة  ماريا مورس كابوت [الإنجليزية]‏ (1963).